# Afyonkarahisar Air Base

i8
i11
i13
Die Afyonkarahisar Air Base (türkisch Afyonkarahisar Hava Üssü, IATA-Code: AFY, ICAO-Code: LTAH) ist ein militärischer Flugplatz nahe der türkischen Stadt Afyonkarahisar in der gleichnamigen Provinz.

## Zwischenfälle
- Am 11. November 1950 verunglückte eine Douglas DC-3/C-47B-5-DK der türkischen Luftstreitkräfte (Luftfahrzeugkennzeichen 43-6017) am Militärflugplatz Afyon. Nähere Einzelheiten sind derzeit nicht verfügbar. Alle 4 Insassen kamen ums Leben. Das Flugzeug wurde zerstört.[1]